# Los Capulines, Tlaxcala
Los Capulines är en ort i Mexiko.   Den ligger i kommunen Tlaxco och delstaten Tlaxcala, i den sydöstra delen av landet, 120 km öster om huvudstaden Mexico City. Los Capulines ligger 2 933 meter över havet och antalet invånare är 110.
Terrängen runt Los Capulines är kuperad. Runt Los Capulines är det ganska tätbefolkat, med 86 invånare per kvadratkilometer. Närmaste större samhälle är Tlaxco, 10,8 km väster om Los Capulines. Omgivningarna runt Los Capulines är i huvudsak ett öppet busklandskap.